# Србија на Светском првенству у атлетици у дворани 2016.
Србија је учествовала на 16. Светском првенству у атлетици у дворани 2016. одржаном у Портланду од 17. до 20. марта. У петом учешћу на светским првенствима у дворани, репрезентацију Србије представљала је 1 атлетичарка, која се такмичила у скоку удаљ.,
Једина представница Србије на Светском првенству у дворани 2016. Ивана Шпановић, освојила је сребрну медаљу резултатом 7,07 што је нови национални рекорд Србије. Пошто је тај резултат бољи и од рекорда на отвореном, то је и апсолутни рекорд Србије у скоку удаљ за жене. Ово је највећи успех српских атлетичара на светским првенствима од када се такмиче под именом Србије. Постигнути резултат 7,07 је девети на светској ранг листи свих времена у женској конкуренцији у дворани, а шести на европској ранг листи.
На овом првенству Србија је по броју освојених медаља делила 19. место са 1 медаљом (1 сребрна).
У табели успешности према броју и пласману такмичара који су учествовали у финалним такмичењима (првих 8 такмичара) Србија је са 1 учесницом у финалу делила 30. место са 7 бодова.
| Пл.  | Земља  | 1. место | 2. место | 3. место | 4. место | 5. место | 6. место | 7. место | 8. место | Бр. фин. | Бод. |
| ---- | ------ | -------- | -------- | -------- | -------- | -------- | -------- | -------- | -------- | -------- | ---- |
| =30. | Србија | 0        | 1        | 0        | 0        | 0        | 0        | 0        | 0        | 1        | 7    |

## Учесници
Жене:
- Ивана Шпановић, АК Војводина, Нови Сад — Скок удаљ

## Освајачи медаља

### Сребро (1)
- Ивана Шпановић — Скок удаљ

## Резултати

### Жене
| Атлетичарка    | Дисциплина | Лични рекорд | Финале   | Финале | Детаљи |
| Атлетичарка    | Дисциплина | Лични рекорд | Резултат | Место  | Детаљи |
| -------------- | ---------- | ------------ | -------- | ------ | ------ |
| Ивана Шпановић | Скок удаљ  | 6,98 НР      | 7,07 НР  |        |        |